# Megalorhipida madoris
Megalorhipida madoris là một loài bướm đêm thuộc họ Pterophoridae. Nó được tìm thấy ở New Guinea